# فرانك فارينغتون
فرانك فارينغتون (بالإنجليزية: Frank Farrington)‏ هو ممثل أمريكي، ولد في 8 يوليو 1873 بلندن في المملكة المتحدة، وتوفي في 27 مايو 1924 بلوس أنجلوس في الولايات المتحدة.

## وصلات خارجية
- فرانك فارينغتون على موقع IMDb (الإنجليزية)
- فرانك فارينغتون على موقع قاعدة بيانات الأفلام السويدية (السويدية)
- فرانك فارينغتون على موقع كينوبويسك (الروسية)